# دیانا وارینسکا
دیانا وارینسکا (اوکراینی: Діана Євгенівна Варінська؛ زادهٔ ۲۲ مارس ۲۰۰۱) ژیمناست هنری اهل اوکراین است.